# KGP-9
A KGP-9 é uma submetralhadora húngara usada pelas forças armadas e guardas prisionais da Hungria. O desenvolvimento começou em 1986, quando o chefe do Instituto Húngaro de Tecnologia Militar, János Egerszegi, elaborou uma proposta para uma nova submetralhadora em 9mm Parabellum em vez do 9x18 Makarov, calibre este que não era apreciado pelas unidades antiterroristas da polícia húngara. O projeto mais promissor foi apresentado pela Fegyver- és Gépgyár e desenvolvido por Zoltán Horváth. Os testes da arma começaram em 1988, mas as convulsões socioeconômicas de 1989 (queda da União Soviética e da República Popular da Hungria) fizeram com que o projeto parasse por alguns anos. Ao contrário dos testes de 1988, os testes de campo em 1993 resultaram em várias falhas de alimentação, que a FÉG atribuiu à munição de baixa qualidade fabricada pela MFS. Os oficiais participantes do teste contestaram isso, afirmando que a mesma munição é fornecida de forma confiável pelas submetralhadoras Uzi e pela pistola Jericho 941 da IWI. Os testadores também não gostaram da coronha dobrável e da trava de segurança.
Apesar desses problemas, o projeto continuou com a preparação de mais protótipos para testes em 1996. Essas armas apresentavam ainda mais problemas, sendo o maior deles a tendência de disparar em modo automático quando a chave seletora era ajustada para semiautomática. Uma revisão da empresa recém-privatizada determinou que ela não era capaz de fornecer um bom controle de qualidade ou gerenciamento de projetos devido à perda de pessoal treinado após deixar de ser uma fábrica estatal. Esses problemas levaram algum tempo para serem resolvidos, de modo que o próximo protótipo só ficou pronto em 1997, quando foi testado pelos militares e pelo Centro de Treinamento de Agências de Segurança Pública (Rendészeti Szervek Kiképző Központja, RSZKK). As forças armadas húngaras aceitaram a arma refinada, mas a polícia a rejeitou por considerá-la inadequada. A situação foi agravada pelo fato de a Uzi e a Micro Uzi já estarem substituindo a KGP-9, além da aceitação da Heckler & Koch MP5 para serviço. A KGP-9, no entanto, foi aceita pelo serviço prisional húngaro e aproximadamente 1.000 unidades foram aceitas pelas forças armadas, onde serviram em operações no Kosovo, Afeganistão e Iraque. Posteriormente, a polícia das forças armadas substituiu a KGP-9 pela CZ Scorpion Evo 3.
A variante civil é a KGPF-9, capaz apenas de disparos semiautomáticos.